# Gerrit Diepenhorst

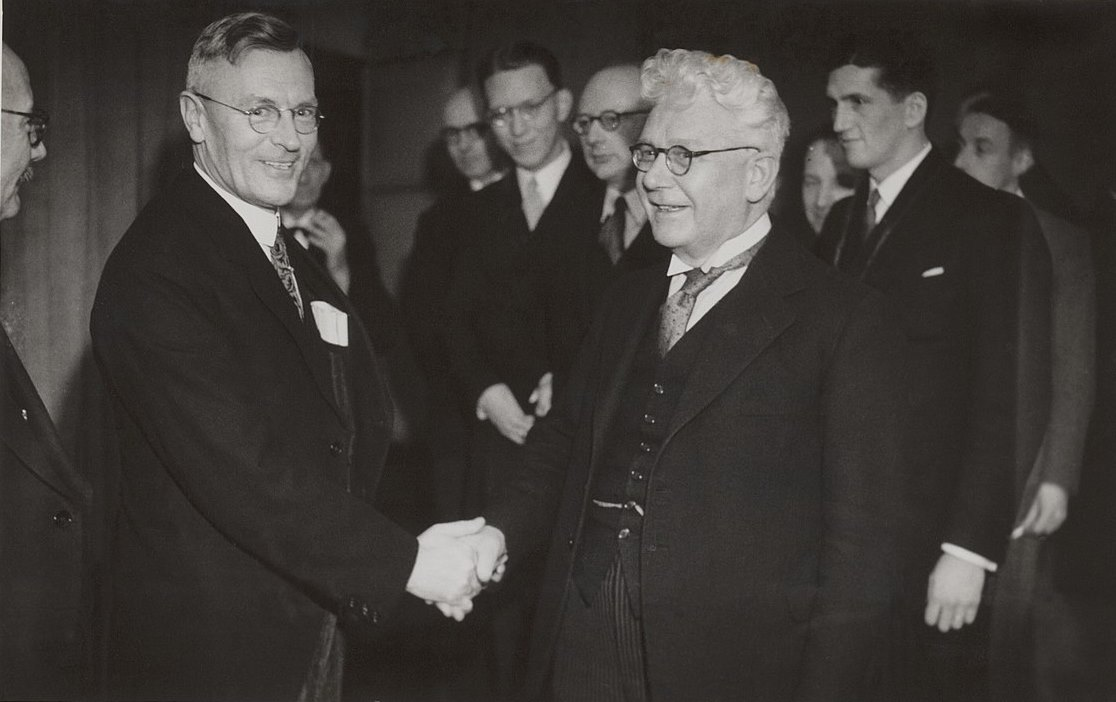
Gerrit Diepenhorst (midden) (Utrecht, 1946)

Gerrit Arnoldus Diepenhorst (Strijen, 11 juni 1889 – Zeist, 3 augustus 1969) was een provinciaal bestuurder, lid van de Tweede Kamer en waarnemend commissaris van de Koningin voor de Anti-Revolutionaire Partij (ARP).

## Loopbaan
Diepenhorst ging naar het Marnix Gymnasium in Rotterdam, en studeerde rechtsgeleerdheid aan de Vrije Universiteit te Amsterdam (dissertatie op Socialistische ministers in een niet-socialistisch ministerie in 1914).
Na het afstuderen aan de Vrije Universiteit ging Diepenhorst aan de slag als advocaat in Rotterdam. Daarnaast was hij van 1919 tot 1923 namens de Anti-Revolutionaire Partij lid van de Provinciale Staten van Zuid-Holland. In 1923 werd hij directeur van de Groningse Brandwaarborgmaatschappij, wat hij tot 1929 zou blijven. In 1927 werd hij wederom gekozen in de Provinciale Staten, maar ditmaal van de provincie Utrecht. In augustus 1929 kwam hier nog het lidmaatschap van de gemeenteraad van Zeist bij. Enkele maanden later werd hij benoemd tot wethouder in diezelfde gemeente.
Hij zou echter slechts enkele maanden wethouder blijven, want in oktober 1930 zei hij zowel hij Zeistse functies vaarwel, en werd hij gedeputeerde van Utrecht. Daarnaast werd hij in 1937 gekozen tot lid van de Tweede Kamer der Staten-Generaal. In november 1940 werd hij geïnterneerd in het gijzelaarskamp Buchenwald, in november 1941 werd hij overgeplaatst naar het gijzelaarskamp Haaren en vanaf mei 1942 verbleef hij gedwongen in gijzelaarskamp Sint-Michielsgestel. Per 1 september 1941 was hij geen lid van de Provinciale en Gedeputeerde Staten van Utrecht meer, maar zijn Kamerlidmaatschap liep formeel nog door tot juni 1946.
Als Tweede Kamerlid was Diepenhorst de verkeers- en vervoersspecialist van de ARP-Tweede Kamerfractie. Hij was van 1945 tot 1946 voorzitter van de begrotingscommissie voor Verkeer en Energie van de Tweede Kamer. In juni 1947 kwam Diepenhorst in aanmerking voor benoeming tot lid van de Eerste Kamer der Staten-Generaal, maar deze functie aanvaardde hij niet.
Na de oorlog zette Diepenhorst zijn functie als lid van de Provinciale en Gedeputeerde staten van Utrecht voort, belast met toezicht op de gemeentebesturen en landbouw. Van juni 1946 tot maart 1947 was hij ook nog een tijdje waarnemend commissaris van de Koningin in de provincie Utrecht. Eind 1960 vroeg hij ontslag aan als gedeputeerde (en lid van de Provinciale Staten) vanwege gezondheidsredenen, wat hij in januari 1961 ook kreeg. In december 1960 werd hij benoemd tot Commandeur in de Orde van Oranje-Nassau.
Ook partij-politiek was Diepenhorst actief. Van 1926 tot 1962 was hij voorzitter van het Provinciale Comité van de ARP in Utrecht, en van 1933 tot 1937 en van 1945 tot 1962 was hij lid van het Centraal Comité van de ARP-kiesverenigingen. Van 1935 tot 1960 was hij voorzitter van het Verband van Verenigingen van Anti-Revolutionaire gemeentebestuurders in Nederland.

## Familie
Gerrit Diepenhorst, lid van de familie Diepenhorst, was een zoon uit een gezin van tien kinderen van landbouwer en vlashandelaar Isaäc Diepenhorst en Antonia Overwater. Hij was de broer van de burgemeester van Oud-Beijerland, J.C. Diepenhorst en Eerste Kamerlid Pieter Diepenhorst.
In 1915 trouwde Diepenhorst met Segerina Roelofje Mulder, met wie hij twee zoons kreeg; Isaäc Arend Diepenhorst (1916) en Arend Isaac Diepenhorst (1919). Zijn neef Isaäc Nicolaas Theodoor Diepenhorst werd staatssecretaris.
- Biografisch Portaal: 50664644
- Digitale Bibliotheek voor de Nederlandse Letteren: diep028
- International Standard Name Identifier: 0000 0003 9588 3215
- Nederlandse Thesaurus van Auteursnamen: 152076948
- Parlement.com: vg09lkzqv300
- Virtual International Authority File: 290656765
- WorldCat: E39PBJf8q7k7wCWPTJpmFV7yh3